# Řešetlák Purshův
Řešetlák Purshův (Rhamnus purshiana), někdy též uváděný jako krušina Purshova (Frangula purshiana), je opadavý keř nebo strom, pocházející ze Severní Ameriky. Ve své domovině je znám nejčastěji jako cascara. Kůra této rostliny patří k tradičním indiánským léčivům, v současnosti je používána v lékařství a léčitelství zejména jako účinné projímadlo.

## Název
Tento druh je v závislosti na pojetí rodu řazen buď do rodu řešetlák (Rhamnus) nebo do rodu krušina (Frangula). V české literatuře se lze setkat s názvy řešetlák Purshův, krušina Purshova, krušina počistivá nebo také řešetlák americký.

## Popis
Řešetlák Purshův je opadavý keř nebo strom dorůstající obvykle výšky do 12 metrů. Borka je popelavě šedá až tmavě hnědá, často červeně naběhlá, ve stáří šupinovitě rozpukaná. Mladé větévky jsou zprvu pýřité až plstnaté, později olysalé. Listy jsou úzce eliptické až podlouhle obvejčité, 5 až 18 cm dlouhé, na okraji mělce oddáleně pilovité až téměř celokrajné, na bázi kulaté, na vrcholu tupé nebo téměř uťaté. Žilnatina je tvořena 10 až 15 páry rovnoběžných, vystouplých žilek. Řapík je 1 až 2 cm dlouhý. Květy jsou početné, drobné, pětičetné, žlutavě zelené, na chlupatých stopkách, mohou být jednopohlavné i oboupohlavné, příležitostně nese rostlina květy pouze jednoho pohlaví. Kvete v květnu až červnu. Plody jsou 6 až 12 mm velké, zprvu červené, později purpurově černé až černé, obsahují 2 nebo 3 semena. Na chuť jsou sladké.

## Rozšíření
Tento řešetlák je rozšířený v západních oblastech Severní Ameriky od Britské Kolumbie v jihozápadní Kanadě po severní Kalifornii. V USA se vyskytuje na území států Oregon, Idaho, Kalifornie, Washington a Montana, mj. v severní části Skalistých hor a v Kaskádovém pohoří (Cascade Range). Nejčastěji roste jako podrostová dřevina v jehličnatých lesích pokrývajících horské svahy.

## Význam
Řešetlák Purshův je vyhledáván jako zdroj léčivé kůry. Kůra je loupána na jaře z mladých kmenů a tlustších větví a před použitím je třeba ji alespoň 1 rok uskladnit v suchu, aby dozrála. Používá se jako účinné laxativum podobně jako kůra evropské krušiny olšové a též jako hořké tonikum. Náleží k tradičním léčivům původních indiánských kmenů v západní Severní Americe. Další oblastí využití jsou trávicí potíže, hemoroidy a revma. Extrakt z listů či plodů je v Severní Americe používán v bylinném léčení.
V České republice je řešetlák Purshův pěstován zřídka jako sbírková dřevina. Je vysazen např. v Průhonickém parku v části zvané Obora, uváděn je i z Pražské botanické zahrady v Tróji a Arboreta Kostelec nad Černými lesy. V kultuře zpravidla roste jako řídký, široce vejcovitý a až 3 metry vysoký keř.